# 皮科特
皮科特是葡萄牙布拉干萨区的一个堂区。总面积19.95平方公里，总人口368人，人口密度18.4人/平方公里。

## 参见

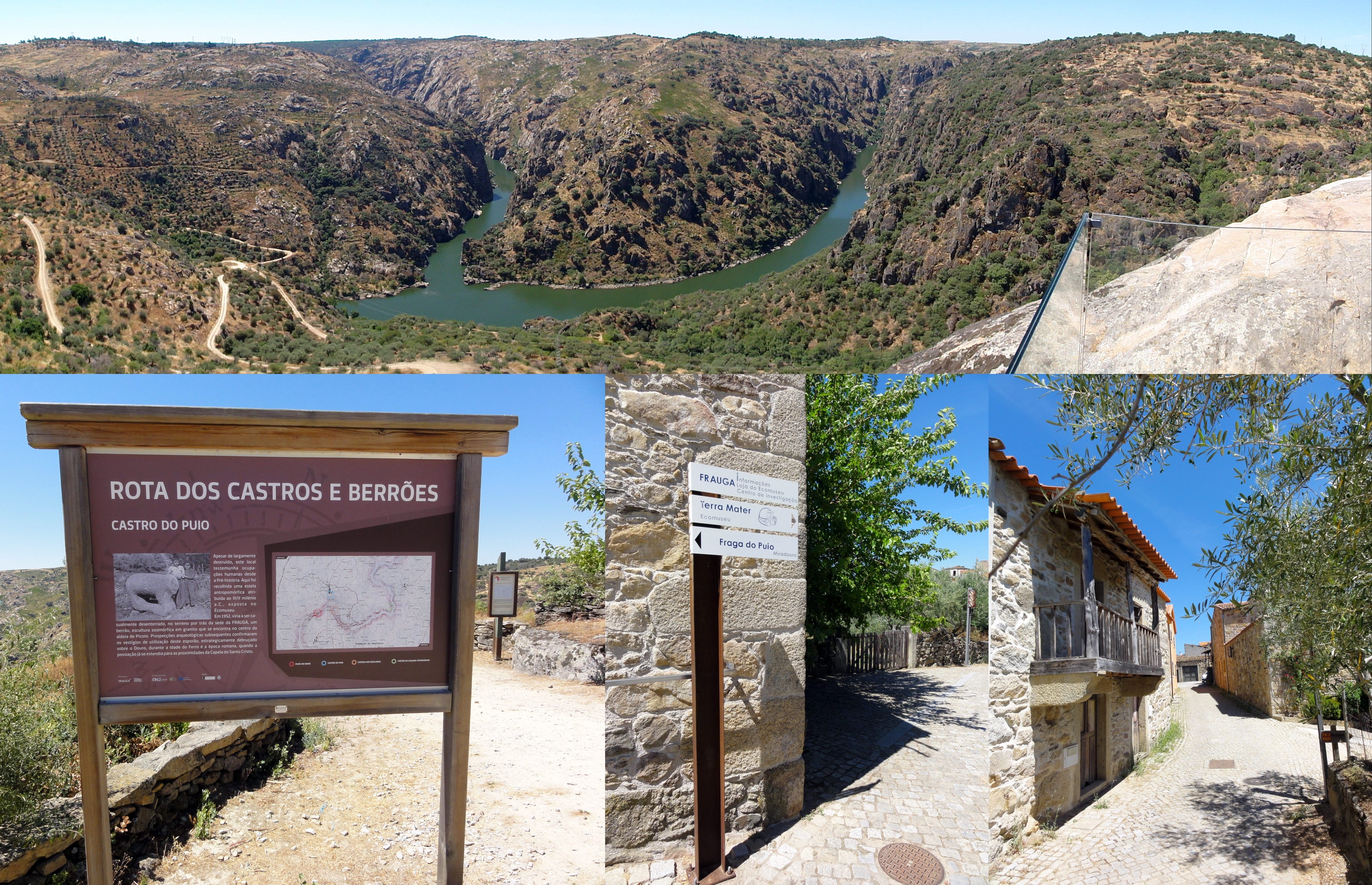
Douro river canyon, Fraga do Puio